# KDM1B
KDM1B‏ (Lysine demethylase 1B) هوَ بروتين يُشَفر بواسطة جين KDM1B في الإنسان.